# Labium petitorium
Labium petitorium là một loài tò vò trong họ Ichneumonidae.